# Мечеть аль-Рахман
Мечеть аль-Рахман (араб. جامع الرحمن) — мечеть у центрі Багдада, Ірак, будівництво якої заморожено з 2003. Планувалася як одна з найбільших мечетей Іраку.

## Історія
Початок будівництва мечеті в 1998 на місці старого іподрому поклав тодішній президент Іраку Саддам Хусейн, але його призупинили в 2003 у зв'язку з вторгненням коаліційних сил до Іраку. Після вторгнення будівництво мечеті так і не продовжилося.

## Архітектура
Площа становить 200 000 м², а площа кампусу – 150 000 м². Кампус може вмістити понад 120 000 вірян.
Головний купол мечеті не завершено. Він оточений вісьмома меншими куполами, які, у свою чергу, включають вісім ще менших куполів, вбудованих у їхні стіни. Діаметр купола становить близько 250 метрів, а площа становить 4,5 га.